# Газонокосильщик (фильм)
«Газонокоси́льщик» (англ. The Lawnmower Man) — фантастический фильм 1992 года режиссёра Бретта Леонарда.
Существуют две версии фильма: оригинальная режиссёрская, длительностью 2 часа 22 минут, и прокатная сокращённая, 1 час 48 минут.

## Сюжет
Доктор Лоуренс Анджело работает над проблемой стимуляции мозга человека и сотрудничает с военными. Он проводит эксперименты над обезьянами, вводя им препараты, развивающие мыслительные способности приматов. Перспективный шимпанзе сбежал из лаборатории и был застрелен военными. Исследования Анджело оказались под угрозой. Газонокосильщик доктора Анджело — умственно отсталый Джоб, сирота, живущий при церкви, которого вырастил пастор. В силу жестокого воспитания он вырос недалёким безобидным посмешищем для окружающих. Доктору Анджело пришло в голову привлечь Джоба к своим экспериментам. Он делает инъекции Джобу и использует для его обучения систему виртуальной реальности. В результате серии сеансов Джоб невероятными темпами развил свой интеллект, который раньше был на уровне школьника начальных классов. Анджело сообщает о результатах своему военному куратору Себастьяну Тиммсу. Тиммс, наблюдая прогресс, подменяет стимулирующие препараты на средство, провалившееся в экспериментах с обезьянами, последствия применения которого могут быть непредсказуемы.
В развитии Джоба происходит фантастический скачок. Вскоре он овладевает способностью к телекинезу, подчиняет себе технику и компьютеры и даже проникает в разум других людей. Начав с пастора, он жестоко мстит тем жителям города, которые ещё недавно издевались над ним. Анджело прекращает давать препараты Джобу, но тот выходит из-под контроля. Следующим шагом Джоб обманывает Анджело. Накачавшись сверхдозами лекарств, он переходит «жить» в виртуальную реальность. Анджело делает попытку запереть виртуального Джоба в мейнфрейме института при помощи компьютерного вируса. Учёный взрывает здание института, однако в последний момент Джоб находит сетевое соединение и успевает вырваться. Финал фильма — проникнув во все всемирные базы, Джоб заставляет звонить все телефоны планеты.

## Производство
Идея фильма принадлежит режиссёру Бретту Леонарду и продюсеру Гимеллу Эверетту. Совместно они написали для студии New Line Cinema сценарий под рабочим названием «Кибернетический бог» (англ. Cyber God). Но в это время студия приобрела права на экранизацию «Газонокосильщик» Стивена Кинга в жанре ужасов, и продюсеры фильма приняли решение использовать название рассказа и имя Кинга в рекламных целях. В результате «Кибернетический бог» был переименован в «Газонокосильщика» и начал позиционироваться как экранизация Кинга, а писатель был упомянут в титрах как соавтор сценария. Тем не менее, сюжет фильма по-прежнему был никак не связан с рассказом, так что Кинг через суд добился, чтобы его имя убрали из титров.
Сюжет «Кибернетического бога» был создан под влиянием по роману Дэниела Киза «Цветы для Элджернона», хотя в титрах Киз, как и Кинг, не упоминается. В рассказе умственно отсталый уборщик Чарли проходит аналогичную процедуру расширения возможностей мозга. Между книгой и фильмом всё же есть значительные отличия: в книге отсутствует тема компьютерных технологий, а её финал радикально отличается от финала «Газонокосильщика».
Основные съемки фильма начались 28 мая 1991 года в Лос-Анджелесе с бюджетом в 10 миллионов долларов. Компьютерные изображения (CGI) были созданы для фильма компанией Angel Studios. Сцена, в которой сжигают священника, является ранним примером использования захвата движения и была сделана итальянской компанией, которая использовала эту технологию в качестве инструмента для тренировок по гольфу. Техника, называемая процессом Gemini, использовалась для переноса компьютерной графики на пленку путем помещения цифровых изображений на экран электронно-лучевой трубки (ЭЛТ) высокого разрешения, кадр за кадром, которые затем снимались кинокамерой. Руководящим звуковым редактором был Фрэнк Серафин, который был нанят в результате своей работы по созданию звука в фильме 1982 года «Трон».

## В ролях
| Актёр         | Роль                   |
| ------------- | ---------------------- |
| Джефф Фэйи    | Джоб Смит              |
| Пирс Броснан  | доктор Лоуренс Анджело |
| Дженни Райт   | Марни Бёрк             |
| Джеффри Льюис | Терри МакКин           |
| Дин Норрис    | директор               |
| Даг Хатчисон  | охранник               |

## Критика
На агрегаторе рецензий Rotten Tomatoes рейтинг одобрения составляет 37 % на основе 41 рецензии. Консенсус сайта гласит: «„Газонокосильщик“ страдает предсказуемым, мелодраматичным сценарием, а его некогда новаторские визуальные эффекты сегодня выглядят устаревшими».

## Компьютерная игра
По мотивам фильма существует одноимённая игра для Mega Drive/Genesis, SNES, Mega-CD, Game Boy, 3DO, MS-DOS и Macintosh.